# Мюррей, Иан (британский политик)
Иэн Мюррей (англ. Ian Murray; род. 10 августа 1976, Эдинбург) — британский политик, член Лейбористской партии, министр по делам Шотландии (с 2024).

## Биография
Окончил Эдинбургский университет. Во время учёбы подрабатывал в магазине, создал и управлял собственной службой доставки пиццы. По окончании университета работал в благотворительной организации помощи слепым, занимаясь пенсионной системой. Позднее учредил компанию по организации праздников 100mph Events Ltd. В 2003 году был избран в Эдинбургский городской совет, в 2010 году — в Палату общин Великобритании от округа Южный Эдинбург.
7 октября 2011 года назначен теневым младшим министром торговли и инвестиций в теневом правительстве Эда Милибэнда.
11 мая 2015 года назначен теневым министром по делам Шотландии при формировании временного теневого правительства Харриет Харман.
15 сентября 2015 года сохранил эту должность в теневом правительстве Джереми Корбина.
26 июня 2016 года в группе других противников Корбина вышел из теневого кабинета в ходе внутрипартийного кризиса после референдума о выходе Великобритании из Евросоюза, хотя являлся на тот момент единственным лейбористом, избранным в парламент на территории Шотландии.
6 апреля 2020 года вошёл в теневое правительство Кира Стармера, вновь получив должность теневого министра по делам Шотландии.
5 июля 2024 года получил портфель министра по делам Шотландии в лейбористском правительстве Стармера, сформированном после поражения консерваторов на парламентских выборах.